# Липинци
 Тази статия е за селото в България.  За селото в Егейска Македония, Гърция, вижте Липинци (дем Еордея).  
Липинци е село в Западна България, Община Драгоман, Софийска област.

## География
Липинци се намира в българската част на областта Забърдие. Разположено е непосредствено до българо-сръбската граница. На запад-югозапад от него, в пределите на Сърбия, се намира село Бачево.

## История
В съкратен регистър на Пиротския кадилък от 1530 година Липинче е отбелязано като село с 37 домакинства, 10 неженени жители и една вдовица. В джелепкешански регистър от 1576 година е вписан Димитри Ифрем от Липиндже с 35 овци.
През 1881 година Липинци има 249 жители. 
Според преброяването от 1888 година жителите на селото са 265, разделени в 33 домакинства. 12 домакинства имат повече от 10 члена. 140 жители са мъже, 125 – жени. Грамотни в селото са 15 мъже. По това време Липинци е част от община Калотина, Царибродска околия, Трънски окръг.
През 1905 година селото има 55 къщи и 343 жители.
По силата на Ньойския договор от 1919 година, през 1920 година голяма част от землището на Липинци (около 5500 декара) попада в Кралството на сърби, хървати и словенци. Край Липинци е построен граничен пост.
През 1929 година в Липинци е основана земеделска кооперация „Съгласие“. Към 1935 г. тя има 24 члена.

### Население след 1934 година[11]
- 1934 – 379 д.
- 1946 – 313 д.
- 1956 – 198 д.
- 1965 – 93 д.
- 1975 – 53 д.
- 1985 – 31 д.[12].
- 1992 – 23 д.
- 2001 – 16 д.
- 2011 – 3 д.
- 2018 – 3 д.

## Културни и природни забележителности
- Пещера Темната дупка, чийто вход се намира в землището на Липинци, а дъно – на Беренде извор.

Дълга е 425 м и е осеяна с разнообразни пещерни образувания – сталактити, сталагмити, прегради, езерца и ванички, пещерни бисери, каменни лилии и други характерни образувания. Тя е обявена за природна забележителност.

## Други
Храмът „Света Петка“ се намира на около 1,5 км северозападно над село Липинци, на стотина метра от граничната бразда между България и Сърбия. Над вратата на храма седи годината на построяването и откриването му – 1921 г.
Църквата е била обща за с. Липинци и с. Бачево. Второто село обаче сега е в Сърбия, а храмът остава в България на по-малко от 100 м до граничната бразда и вече не се ползва.
По време на Балканската война (1912 – 13 г.), има загинали жители на селото-Алекси Стоев Манчев, Димитър Стаменов, Захари Георгиев Станулов, Иван Мадов Кръстев, Киро Костов Еленков, Петър Митов Еленков, Раденко Стоев Манчов, Радован Цветков Антов,
Русин Величков Веселинов, Русин Леков Любенов.
Във Втората световна война има един загинал жител на село Липинци-кандидат-подофицер Перчо Драгиев Колев, убит на 9 март 1945 г. край село Дравачехи, Унгария.